# یوبالانکا
یوبالانکا (به انگلیسی: Ubalanka) یک روستا در هند است که در East Godavari district واقع شده‌است.

## خصوصیات
یوبالانکا ۷٬۷۰۰ نفر جمعیت دارد و ۵۳۶ متر بالاتر از سطح دریا واقع شده‌است.